# Guioa myriadenia
Espèce
Synonymes
- Guioa falcata Radlk.[1]
- Guioa obtusa Merr.[1]

Statut de conservation UICN

 EN A1c : En danger
Guioa myriadenia est une espèce de plantes de la famille des Sapindaceae.

## Publication originale
- Leaflets of Philippine Botany 5: 1610. 1913.